# Francis Carin
Francis Caryn connu sous le nom de plume Francis Carin, né le 24 décembre 1950 à Retinne (province de Liège), est un auteur de bande dessinée belge.

## Biographie

### Jeunesse
Francis Caryn naît le 24 décembre 1950 à Retinne, en Belgique. Issu du monde ouvrier, son grand-père est venu de Flandre travailler dans les charbonnages ainsi que son père maréchal-ferrant aux charbonnages du Hasard à Micheroux, il apprend ainsi la valeur du travail et de la rigueur. Tintin est une de ses toutes premières lectures, adolescent il lit Lefranc. Son maître à dessiner est Edgar P. Jacobs. Ses lectures le portent tant vers le polar moderne que vers les grands auteurs comme Montherlant. Il étudie les arts plastiques à l'Institut Saint-Luc de Liège à Liège.
En 1972, il publie ses premières caricatures dans Allons Liège, le fascicule interne du Football Club Liégeois.

### Début de carrière
En 1973, il se lance dans la publicité exécutant de petits travaux dont sa distraction lui fera perdre de l'argent, ainsi commencent les années de vache maigre. En 1974, il accomplit son service militaire.
De 1975 à 1976, Francis Carin publie dans différents journaux publicitaires dont Norlux et Principauté.
Au 1er trimestre 1976, il publie sa première bande dessinée, un récit de 6 planches sur un scénario de Jean-Paul Thaulez dans Tintin Sélection no 31, s'ensuivra un autre court récit du même Thaulez dans le Tintin no 40, spécial 30 ans.
Carin rencontre René Henoumont, en vue d'adapter Les Enquêtes du Commissaire Fluet en bande dessinée, ce dernier le dirige vers l'hebdomadaire Pourquoi Pas ? avec la publication d'un premier dessin, en septembre 1976, il commence une longue collaboration avec cet hebdomadaire. Carin y signe de nombreuses caricatures politiques. Cette collaboration s'achèvera à la mort de l'hebdomadaire en 1989.
En 1979, il est déclaré vainqueur du grand concours de dessin Spirou version humoristique avec Scénario refusé, récit en 2 planches sur un scénario de Croze, le jury relève des influences de Vandersteen et de Gotlib.

### Les grands journauxTintin,Spirou,Circus(1979 - 1992)
De 1979 à 1981, il dessine avec Arthur Piroton auprès duquel il apprend les ficelles du métier, Les Casseurs de bois, une série d'aéromodélisme qui compte compte 3 récits sur des scénarios de Mittéï publiées dans Spirou,, l'album paraît chez Point Image en 1997.
En 1981, il publie Les Diables bleus, une série d'histoires complètes ayant pour cadre la guerre de tranchées et scénarisée par Michel Pierret.
En 1982, il scénarise quelques gags en une planche de la série Clin d'œil de son ami Serge Ernst pour Tintin.
En 1983, avec les scénaristes François Rivière et Gabrielle Borile, il crée la série Victor Sackville, l'espion de George V, pour les Éditions du Lombard. Le personnage est un agent des services secrets britanniques durant la Première Guerre mondiale et dans les années 1920. Après avoir dormi pendant deux ans dans les placards, la prépublication débute dans Pourquoi Pas ?. Il rend hommage à son ami et mentor Arthur Piroton dans un pastiche intitulé Chaise Longue, 1 planche parue dans Spirou no 2355 du 23 juin 1983.
En 1984, Carin publie un récit de 14 planches E.P Jacobs dans le théâtre du mystère sur un scénario de François Rivière dans Tintin spécial Jacobs, ce récit sera ensuite édité par le BD Club de Genève puis repris dans l'intégrale t. 8 Victor Sackville, Le Lombard, 2011.
En 1986, avec François Rivière seul au scénario, il publie une série policière Sydney Bruce dans Circus, contant les aventures d'un inspecteur de Scotland Yard et de son neveu dans les brumes londoniennes, à la fin du XIXe siècle. Deux albums sont publiés dans la collection « Circus Aventure » aux éditions Glénat, et réédités aux éditions Place du Sablon en 2016-2017.
Francis Carin publie, à partir de 1988, dans I love English et Je bouquine pour Bayard.
En 1990, Carin rend un hommage graphique à François Walthéry dans l'album collectif Natacha. Spécial 20 Ans (Marsu Productions, 1990), qui célèbre le 20e anniversaire de la série Natacha.
En mai 1992, Francis Carin, en compagnie de Gabrielle Borile et François Rivière, inaugurent la fresque Victor Sackville peinte à l'initiative de la ville de Bruxelles sur le mur latéral de la maison située au no 60 rue du Marché au Charbon, couvrant une superficie de 60 m2. Elle fait partie du parcours BD de Bruxelles.

### Au gré des éditeurs (2004 - )
En 2004, Carin remplace Christophe Simon au dessin de sa série Lefranc de Jacques Martin pour les éditions Casterman : L'Ultimatum, premier album de cette nouvelle collaboration, sort en novembre de la même année.
En 2007 paraît un nouvel album de Lefranc, La Momie bleue, sur un scénario de Patrick Weber et Jacques Martin. Ces deux albums lui permettent de sortir d'une certaine routine, avec les conseils de Jacques Martin, son dessin change.
En 2010, il dessine le deuxième tome d'Ella Mahé des époux Charles (Maryse et Jean-François Charles), une série d'archéologie fantastique, l'album est achevé d'imprimer en décembre. Il illustrera également un groupe folklorique wallon parmi les 31 sélectionnés dans Folklore wallon en bulles. Il réalise le crayonné des couvertures, des intégrales de la série Vasco nos 5, 6, 7. En 2011, il fait les crayonnés de la couverture de Les Mémoires secrets de Vasco. Ayant fait des essais pour l’album Les Enfants du Vésuve qui avaient été acceptés par Gilles Chaillet et Le Lombard, il décline la proposition de reprise au vu du travail à fournir, cédant la place à Dominique Rousseau.
À partir de 2013, il rejoint l'équipe du Festival BD Liège emmenée par Christian Mathoul pour la réalisation d'une bande dessinée érotico-comique Sortilège ! à partir du deuxième opus,.
Le 5 février 2014, il publie le premier tome d'une série Ennemis de sang (Glénat), réalisé avec son fils David Caryn, qui conte la vie de deux frères jumeaux séparés à l'âge de six mois. Le cycle est prévu sur quatre albums.
En 2014, il dessine, avec Didier Chardez, la biographie de Philibert Vrau dit Le Saint de Lille
,, Coccinelle.
En 2019, il dessine Le Signe de Sokari, troisième tome de Sydney Bruce, publié chez Place du Sablon.
En 2020, il soutient les soignants en offrant un original vendu au profit de la Croix-Rouge,,
.
En 2021, il participe à la célébration du centenaire du circuit de Spa-Francorchamps avec une illustration dans 100 Ans de sports mécaniques ... Spa Francorchamps. En septembre, il publie avec deux albums historiques sur la Première Guerre mondiale : L'Alsace à tout prix ! et Gueules cassées - Sourire quand même - 100 ans aux Éditions du Signe et avec le même scénariste : Didier Chardez. En novembre, Vive la République ! La France et ses Présidents, une plongée dans l'Histoire des Présidents de France sur un scénario de Bertrand Munier chez le même éditeur avec la collaboration graphique de Didier Chardez.
En 2022, avec l'invasion de l'Ukraine par la Russie, Carin renoue avec les caricatures politiques sur son compte Facebook et publie Ici c’est Thaon-les-Vosges sur un scénario de Bertrand Munier et la collaboration graphique de Didier Chardez aux Éditions du Signe.
Il livre le troisième volet de la saga familiale Ennemis de sang intitulé Maeva aux éditions Kalopsia en septembre 2024. Ces mêmes éditions éditent par ailleurs une intégrale réunissant les deux premiers tomes. Il sort encore la bande dessinée historique sur la ville alsacienne d'Ensisheim intitulée Ensisheim : Entre Ciel et Terre en collaboration avec Didier Chardez sur un scénario de Bertrand Munier aux Éditions du Signe en octobre 2024.
Son style est caractérisé par la ligne claire et son trait réaliste aux décors rigoureux,.

### Vie privée
Francis Carin vit à Turin avec son épouse Cristina ; dessinatrice et encreuse chez Disney. 
Il a deux enfants, Sandrine et David Caryn et deux petites-filles Gaëlline et Lauréline.

## Œuvres

### Albums de bande dessinée

#### Sydney Bruce(1987 - 2019)
- Sydney Bruce, Glénat, 1987[16]
- 1. L'Indien bleu, Place du Sablon, janvier 2016
Scénario : François Rivière - Dessin : Francis Carin - Couleurs : Fabien Alquier -  (ISBN 978-2-88936-990-4)
- 2. La Révélation de Clack Manann, Place du Sablon, Conches, février 2017
Scénario : François Rivière - Dessin : Francis Carin - Couleurs : Christina Stella -  (ISBN 978-2-88936-009-3)
- 3. Le Signe de Sokari[49], Place du Sablon, Conches, mars 2019
Scénario : François Rivière - Dessin : Francis Carin - Couleurs : Christina Stella -  (ISBN 978-2-88936-011-6)

#### Guy Lefranc
- Lefranc, d'après les personnages et les scénarios de Jacques Martin
- 16. L'Ultimatum[50],[51], Casterman, Bruxelles, novembre 2004
Scénario : Jacques Martin - Dessin : Francis Carin - Couleurs : Didier Desmit -  (ISBN 2-203-31416-8),Décors : Didier Desmit.
- 18. La Momie bleue[52], Casterman, Bruxelles, mars 2007
Scénario : Jacques Martin - Patrick Weber - Dessin : Francis Carin - Couleurs : Bruno Wesel -  (ISBN 978-2-203-31417-7)

#### Ennemis de Sang(2014 - 2016)
- 1. Les Moissons funestes, Glénat, coll. « Caractère », Grenoble, 5 février 2014
Scénario : Francis Carin - Dessin : Francis Carin, David Caryn - Couleurs : David Caryn -  (ISBN 978-2-7234-9271-3)[24],[53]
- 2. Le Roi de Huka-Huka[54], Glénat, coll. « 24 x 32 », Grenoble, 2 mars 2016
Scénario : Francis Carin - Dessin : Francis Carin, David Caryn - Couleurs : David Caryn -  (ISBN 978-2-344-00464-7)
- 3. Maeva[33],[55],[56], Kalopsia, 27 septembre 2024
Scénario : Francis Carin - Dessin : Francis Carin, David Caryn - Couleurs : David Caryn -  (ISBN 978-2-931205-07-5)
- Int. Intégrale du premier cycle[33],[57], Kalopsia, 27 septembre 2024
Scénario : Francis Carin - Dessin : Francis Carin, David Caryn - Couleurs : David Caryn -  (ISBN 978-2-931205-08-2),Cahier graphique supplémentaire de 12 pages.

#### Les Diables bleus
- Les Diables bleus[58],[59], Point Image, Bruxelles, février 1997
Scénario : Michel Pierret - Dessin : Francis Carin - Couleurs : noir et blanc -  (ISBN 2-930110-12-0)
- Les Diables bleus[60],[61], BD Must, Bruxelles, octobre 2014
Scénario : Michel Pierret - Dessin : Francis Carin - Couleurs : Studio Leonardo - Jean-Michel Boxus -  (ISBN 978-2-87535-195-1)

#### Les Casseurs de bois
- Les Casseurs de bois[62],[63], Point Image, Bruxelles, octobre 1997
Scénario : Mittéi - Dessin : Arthur Piroton, Francis Carin - Couleurs : noir et blanc -  (ISBN 2-930110-18-X)
- Les Casseurs de bois[64],[65], Paquet, Conches, 15 février 2017
Scénario : Mittéi - Dessin : Arthur Piroton, Francis Carin - Couleurs : Minte -  (ISBN 978-2-88936-007-9)

#### Ella Mahé
- 2. Princesse des sables[66], Glénat, coll. « Caractère », Grenoble, 19 janvier 2011
Scénario : Maryse et Jean-François Charles - Dessin : Francis Carin, Jean-François Charles - Couleurs : Bruno Wesel -  (ISBN 978-2-7234-7726-0)

#### Autres albums
- 7. Septième Clin d'œil[67], Le Lombard, coll. « Phylactère », Bruxelles, mars 1987
Scénario : Serge Ernst et Francis Carin - Dessin : Ernst et Francis Carin - Couleurs : Ernst -  (ISBN 2-8036-0610-0)
- À la recherche de Nicolas[68], La Teignouse, mars 1997
Scénario : Didgé - Dessin : Francis Carin - Couleurs : Martine Chardez -  (ISBN 2-9600138-0-8)
- Ozanam - L'Ère nouvelle[69]>,[70], Coccinelle BD, Durbuy, septembre 2003
Scénario : Benoît Despas - Dessin : Francis Carin, Didgé - Couleurs : Martine Chardez -  (ISBN 2-930273-25-9)
- Sur la Kali Gandaki[71], Point Image, Bruxelles, janvier 2006
Scénario : Gabrielle Borile - Dessin : Francis Carin -  (ISBN 2930460032)
- Salut les "pros"[72] !, Bonte, mai 2008
Scénario : Owezarek - Dessin : Francis Carin,Album bilingue, contient une histoire de 5 planches réalisée pour la Sécurité routière belge et 20 planches de croquis.
- Philibert Vrau dit Le Saint de Lille[73], Coccinelle BD, Durbuy, 1 février 2014
Scénario : Didgé - Dessin : Francis Carin - Couleurs : Stibane -  (ISBN 978-2-930273-79-2)
- 2. L'Alsace à tout prix[74] !, Éditions du Signe, Strasbourg, 2 septembre 2021
Scénario : Jean Paillot - Dessin : Francis Carin, Didgé - Couleurs : Stibane -  (ISBN 978-2-7468-3852-9)
- Gueules cassées - Sourire quand même - 100 ans[75], Éditions du Signe, Strasbourg, 24 septembre 2021
Scénario : Isabelle Gaudon - Dessin : Francis Carin, Didgé - Couleurs : Stibane -  (ISBN 978-2-7468-4010-2)(BNF 46904691)
- Vive la République ! - La France et ses Présidents[76],[77], Éditions du Signe, Strasbourg, novembre 2021
Scénario : Bertrand Munier - Dessin : Francis Carin, Didier Chardez - Couleurs : Catherine Moreau et Zuzanna Estera Zielinska -  (ISBN 9782746841857)
- Ici, c’est Thaon les Vosges, Éditions du Signe, coll. « Patrimoine », Strasbourg, 2022
Scénario : Bertrand Munier - Dessin : Francis Carin, Didier Chardez - Couleurs : quadrichromie -  (ISBN 978-2-7468-4347-9)
- Ensisheim : Entre Ciel et Terre[34], Éditions du Signe, Strasbourg, 12 octobre 2024
Scénario : Bertrand Munier - Dessin : Francis Carin, Didier Chardez - Couleurs : Zuzanna Estera Zielinska -  (ISBN 978-2-7468-4598-5)

### Illustrations

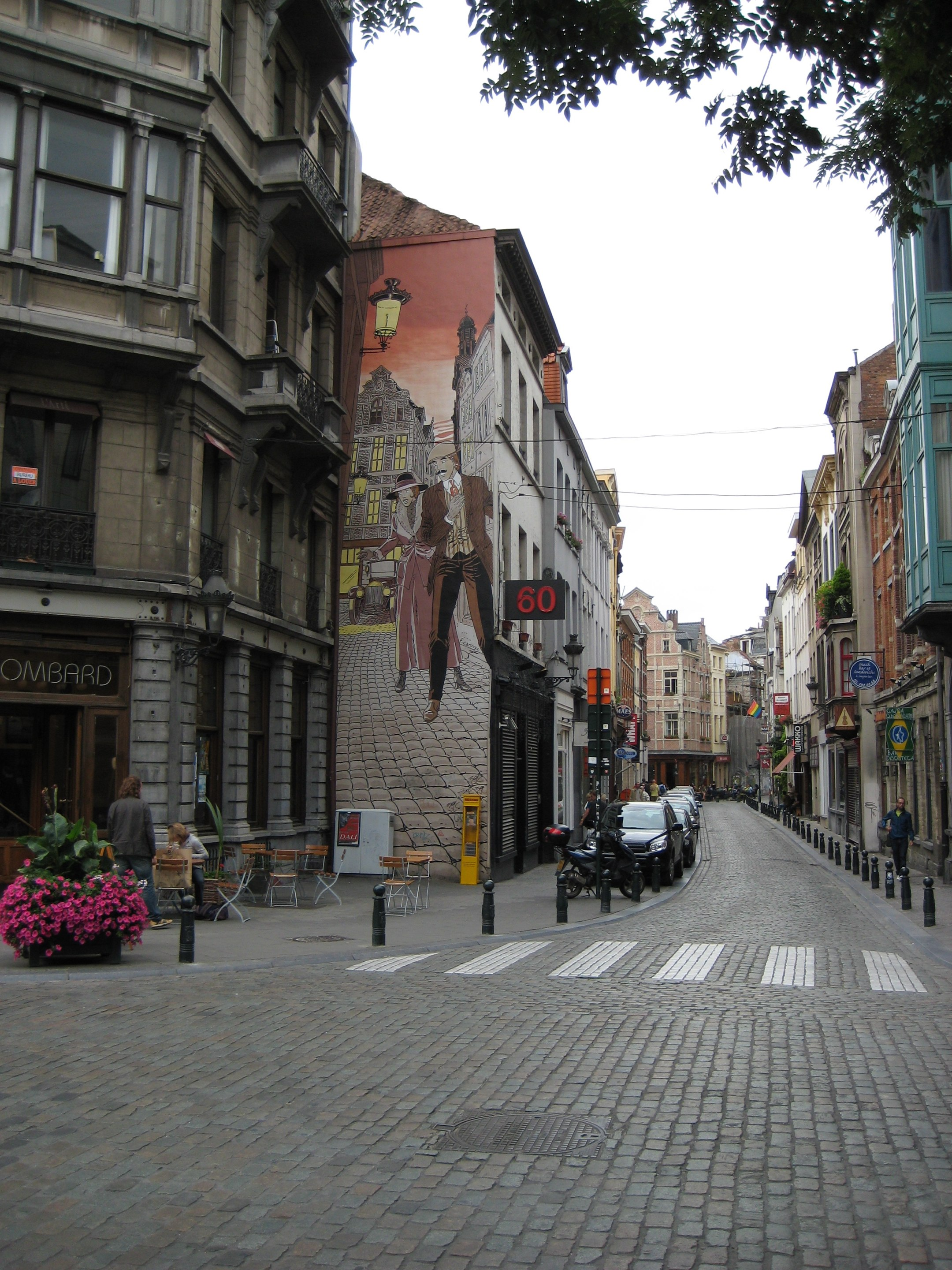
La fresque murale de Victor Sackville à Bruxelles.

- Henri Lemaître, Les Gouvernements belges de 1968 à 1980 : processus de crise[84], Stavelot, Imprimerie Jacques Chauveheid, 1982, 391 p..

#### Illustrations de romans
- René Henoumont, La mort d'Irma : une enquête du commissaire Fluet[85], Bruxelles, Paul Legrain, 1986, 134 p.
- René Henoumont, Le Libraire de la Place Saint-Paul : une enquête du commissaire Fluet, Bruxelles, Paul Legrain, 1987, 152 p.[86]
- René Henoumont, Les Vieux Fusils : une enquête du Commissaire Fluet[87], Bruxelles, Paul Legrain, 1987, 167 p.
- René Henoumont, Le Neveu d'Emma : une enquête du Commissaire Fluet[88], Bruxelles, Paul Legrain, 1991, 125 p.

### Para-BD
À l'occasion, Francis Carin réalise des portfolios, ex-libris, posters, cartes ou cartons, sous-bock, autocollants, pochettes de disque, puzzles, étiquettes de bière ou de vin et commet quelques travaux publicitaires. Il réalise également des affiches de festivals de bande dessinée.

### Expositions
- La Caricature politique, Les Chiroux, Liège du 2 au 27 octobre 1984[91] ;
- Exposition et réalisation de dessins originaux pour La Fête de la BD à Villers-Saint-Siméon en mai 1996[92] ;
- Francis Carin, Galerie Arets, Bruxelles du 20 février au 21 mars 1999 ;
- Plus jamais ça !, 12e festival de Ganshoren du 12 au 19 mai 2001[93] ;
- Exposition-vente à la librairie The Skull, Bruxelles, du 31 mai au 2 juillet 2001 ;
- Exposition et affiche pour la Maison de la Culture d'Arlon du 22 février au 16 mars 2003 ;
- Francis Carin, Galerie Petits Papiers, Bruxelles du 16 avril au 10 mai 2008 ;
- Francis Carin, Festival Tramlabulle 2012, Tramelan du 21 au 23 septembre 2012[94] ;
- Ennemis de sang, Hôtel de Ville, Wattrelos en avril 2015 ;
- Desseins tracés, Tour du Château d'Oupeye, Oupeye, du 9 au 31 mai 2015[95] ;
- Traits d'union, Musée du Pays d'Ourthe-Amblève, Comblain-au-Pont du 13 mars au 17 avril 2016 ;
- Ennemis de sang, bibliothèque communale, Houffalize du 17 octobre au 3 décembre 2016[96] ;
- Guerre et Paix. Spa et l'Europe. 1914 à 1920 à Spa – Pouhon Pierre-le-Grand, du 1er avril au 2 décembre 2018[97] ;
- Hommage Carin, ancienne Abbaye de Dieleghem, Jette du 23 au 25 septembre 2018[98] ;
- Destination Spa - La villégiature à la Belle Époque , Musée de la Ville d'Eaux, Spa, du 23 juin au 8 novembre 2020[99] et prolongée du 3 avril au 14 novembre 2021[100].

## Prix
- 1986 :  prix du meilleur premier album au Festival BD de Durbuy pour Le Code Zimmermann - L'Opéra de la mort[17] ;
- 1992 :  prix Cori au Salon BD de Maisons-Laffitte pour L'Otage de Barcelone[17] ;
- 1996 :  prix de la Presse au Festival international de la bande dessinée de Durbuy pour Piège à Baden-Baden[17] ;
- 1998 :  prix au concours d'étiquette de bouteille de Beaujolais Le Père La Grolle au Festival BD en Beaujolais de Villefranche-sur-Saône en avril[17] ;
- 2003 :  Bulles de cristal du Public, 10e Fête du Livre de Chaudfontaine[101],[102] ;
- 2010 :  prix de la mer du Nord, Festival de bande dessinée de Knokke-Heist (nl) à Knokke-Heist[103].